# Innendämmung
Eine Innendämmung (selten Innenwärmedämmung) ist eine Wärmedämmung, die auf der Innenseite von Außenwänden, Decken oder Fußböden angebracht wird, die an den Außenraum grenzen.
Der Dämmstoff selber lässt sich in der Regel einfacher als eine Außendämmung und ohne Gerüst anbringen. Details wie die Anschlüsse zu angrenzenden Bauteilen sind jedoch gegebenenfalls aufwändiger herzustellen.
Durch jede Art von Wärmedämmung an Gebäuden wird die Taupunktebene, wo eindiffundierte dampfförmige Luftfeuchtigkeit zu flüssigem Wasser kondensiert, in Richtung der Wärmequelle (die mehr flüssige Feuchte verdampfen lässt) verschoben, bei Innendämmung erfolgt dies weiter innen als bei Außendämmung. Dort wo die Bauteilfeuchte kondensiert werden die Bauteile vernässen, deren Feuchtegehalt steigt, die Wärmeleitfähigkeit nimmt entsprechend zu und die Wärmedämmwirkung nimmt entsprechend ab. In vernässten Bauteilen können zudem Schimmel und Algen wachsen, sofern organische Stoffe (von Wandfarben, Tapeten, Wärmedämmstoffen oder Holz) und Luft vorhanden sind. Außerdem kann es durch Frostsprengung zur Beschädigung von Baustoffen kommen.
Durch Innendämmung kann die Temperatur der raumseitigen Oberflächen von Wand und Decke erhöht werden, so dass dort keine oder weniger Kondensatbildung direkt aus der Raumluft (beispielsweise eines Badezimmers oder einer Küche) und Schimmelbildung erfolgt. Luftfeuchte diffundiert jedoch durch offenporige Dämmstoffe oder Tapeten hindurch und kann innerhalb der Dämmschicht auskondensieren. Die Entstehung von Tauwasser im Dämmstoff ist darum entweder durch Verwendung einer Dampfbremse zu vermeiden, oder es sind Baustoffe zu verwenden, welche die kapillare Ableitung der kondensierten Raumluftfeuchte ermöglichen.

## Vorteile und Nachteile
Eine Innendämmung bietet verschiedene Vorteile gegenüber Außenwanddämmung oder Kerndämmung:
- Die Fassade bleibt erhalten bzw. es können auch massive Klinker-, Naturstein- und Sichtbetonfassaden ausgeführt werden.
- Es wird kein Gerüst und kein Zugang zur Außenfassade benötigt.
- Es ist eine zeitlich gestaffelte, etappenweise Ausführung möglich. Eine Person kann die Ausführung alleine bewältigen. Es ist meist nicht erforderlich, dass mehrere Personen zugleich den Putz aufziehen, um bei großen Flächen Ansätze zu vermeiden.
- Räume und Wohnungen können unabhängig voneinander gedämmt werden, so dass keine Abstimmung zwischen verschiedenen betroffenen Parteien notwendig ist.
- Eine gezielte Dämmung von Einzelflächen ist möglich, etwa um Wärmebrücken auszugleichen, Schimmelschäden zu sanieren oder Kondenswasserbildung in Räumen mit erhöhter Luftfeuchtigkeit zu vermeiden.
- Nur zeitweise genutzte Räume heizen sich schneller auf, da sich die zu erwärmende Speichermasse reduziert.
- Durch eine Installationsebene oder durch Schlitzen der Innendämmung können vor dem Verputzen oder Verkleiden auf einfache Weise neue Installationsleitungen verlegt werden.
- Die Stoßfestigkeit der Außenwand wird nicht beeinträchtigt. Spechtschäden und Algenbewuchs wie bei Wärmedämmverbundsystemen kommen nicht vor.

Nachteile der Innendämmung:
- Durch die innenseitige Anbringung des Dämmstoffes reduziert sich die Wohnfläche (wobei Hochleistungsdämmstoffe wie Phenolharzschaum, Aerogel oder Vakuumdämmplatten einen geringeren Platzbedarf haben).
- Die Befestigung sehr schwerer Objekte erfordert in weichen Dämmstoffen einen erhöhten Aufwand und muss unter Umständen in der dahinterliegenden Wand durch die Dämmung hindurch erfolgen.
- An die Außenwand anschließende Decken und Innenwände stellen Wärmebrücken dar. Gut wärmeleitende Innenwände aus Beton oder Kalksandstein müssen gegebenenfalls mit Dämmkeilen abgeschirmt werden. Holzbalkendecken müssen vor übermäßiger Tauwasserbildung geschützt werden.
- Die Ausführung ist aufgrund der Anschlüsse an Decken und Innenwände aufwändiger.
- Entweder es wird eine zusätzliche (fehleranfällige) Dampfbremse installiert oder es werden kapillaraktive Dämmstoffe eingesetzt, die etwas teuerer sind, als gewöhnliche Mineralfaser- und Polystyrolschaumplatten. Ab Gebäudeklasse 4 können häufig keine brennbaren Dämmstoffe mehr eingesetzt werden.
- Die Art der Ausführung und die verwendeten Materialien müssen auf den vorhandenen Wandaufbau abgestimmt werden, um in der kalten Jahreszeit Feuchteansammlungen in der Wand zu vermeiden. Bereits vorhandene dampfdichte und sperrenden Beschichtungen oder Bekleidungen auf der Außenwand müssen gegebenenfalls entfernt werden, um den kapillaren Wassertransport nicht zu behindern.
- In der Außenwand oder Decke hinter der Dämmung verlaufende Wasser- und Abwasserleitungen kühlen stärker ab und müssen vor Frost geschützt werden.

## Bauphysikalische Besonderheiten
Durch eine Wärmedämmung verschieben sich die hydrothermischen Verhältnisse im Bauteil. Zu beachten ist, dass sich Innendämmung stellt die Verschiebung der Taupunktebene in dem zu dämmenden Bauteil dar. Nach der Montage einer Innendämmung an einer Außenwand kann die Temperatur der inneren Oberfläche des gedämmten Bauteils im Winter stark abfallen, da die Dämmung das Bauteil nun von der Wärme der Innenräume abschirmt. Bei einem geringen Wärmedurchgangskoeffizient der verwendeten Dämmung kann das gedämmte, außenliegende Bauteil annähernd die Außentemperatur annehmen. Das Fraunhofer-Institut für Bauphysik rechnet bei einem typischen Wandaufbau mit einer Tiefsttemperatur von 4 °C. Der Taupunkt der Raumluft wird oft mit durchschnittlich 10 bis 12 °C angenommen. Bei einer typischen Temperatur der inneren Wandoberfläche der Außenwand von 17 °C wird die Taupunkttemperatur bei kalten Außentemperaturen also etwa in der Mitte des Querschnitts der Innendämmung erreicht.

### Ausführung mit Dampfbremse
Wenn Luftfeuchtigkeit aus dem Innenraum in die Dämmung diffundiert und dort kondensiert, kann dies zu Beschädigungen der Bausubstanz führen. Um dies zu verhindern wird raumseitig häufig eine Dampfbremse oder Dampfsperre angebracht. Ebenso wie die Dampfbremse sollte auch der dahinterliegende Wandaufbau luftdicht ausgeführt werden, damit es im Falle von Undichtigkeiten in der Ebene der Dampfbremse nicht zu einer Durchströmung der Ebene des Dämmstoff mit feuchter Innenraumluft kommen kann. Da sich im Winter an dieser Ebene der Taupunkt befindet, wäre sonst mit der Kondensation von größeren Feuchtigkeitsmengen zu rechnen.
Aus dem Holzrahmenbau kommt die Faustregel, dass bei beplankten Hohlwänden der {\displaystyle s_{\mathrm {d} }}-Wert der inneren Beplankung um den Faktor 7 bis 10 höher liegen sollte, als derjenige des äußeren Luftabschlusses. So kann sich auch unter den ungünstigsten Umständen kein Kondensat bilden. Entsprechende Werte sind bei alleiniger Verwendung von OSB-Platten zur inneren Beplankung nicht immer zu erreichen. Es müsste dann eine zusätzliche Dampfbremse vorgesehen werden.
Auch wenn die Verwendung von Dampfbremsbahnen beziehungsweise -folien häufig praktiziert wird, ergibt sich hieraus im Schadensfall ein gewisses Risiko. Liegt eine Undichtigkeit in der inneren Luftdichtigkeitsebene vor oder sammelt sich infolge eines Wasserschadens Feuchtigkeit in der Wand, so behindert die Dampfbremsbahn die Austrocknung nach innen. Gleiches gilt, wenn die Außenwände an der Wetterseite eines Gebäudes im Winter häufig von Schlagregen durchfeuchtet werden, so dass sich im gesamten Wandquerschnitt eine erhöhte Materialfeuchte einstellt. Die Verwendung von feuchteadaptiven Dampfbremsbahnen kann das Durchfeuchtungsrisiko abmindern, jedoch nicht völlig entschärfen.

### Ausführung ohne Dampfbremse
In den letzten Jahrzehnten werden vermehrt Innendämmsysteme ohne Dampfbremse verwendet, die eine größere Toleranz gegenüber unplanmäßiger Durchfeuchtung der Wand bieten (zum Beispiel bei Rohrbrüchen, schadhafter Dachhaut oder undichter Regenrinnen) und bei verwinkelten Wandkonstruktionen mit vielen Durchdringungen in der Regel einfacher zu installieren sind.
Da die luftdichte Verlegung von Dampfbremsbahnen im Baustellenalltag oft nicht einwandfrei gelingt und die Bahn anfällig dafür ist, später versehentlich perforiert zu werden, bietet die Ausführungsvariante ohne Dampfbremsbahn zudem eine erhöhte Sicherheit gegenüber Bauschäden.
Hierbei wird in Kauf genommen, dass sich im Winterhalbjahr Tauwasser in der Dämmung bildet. Es werden ausschließlich Materialien verwendet, die zum Kapillartransport fähig sind. Diese leiten die entstehende Feuchtigkeit zur inneren und äußeren Oberfläche der Außenwand, wo sie verdunsten kann. Liegt die Luftfeuchtigkeit im Innenraum auf einem konstant hohen Niveau, so muss die Feuchtigkeit ausreichend schnell an die Außenseite des Gebäudes gelangen können.
Ist der Kapillartransport nach außen nicht möglich oder ist der Wasserdampfdiffusionswiderstand der Schichten außerhalb der Dämmung zu hoch, so kann es zu einer längerfristigen Auffeuchtung der Dämmschicht kommen. Zwar erhöht sich mit dem Ansteigen des Feuchtegehalts auch der Dampf- beziehungsweise Feuchtestrom. Zugleich erhöht sich durch die Auffeuchtung jedoch die Wärmeleitfähigkeit der Wandbaustoffe, wodurch die Temperatur der inneren Wandoberfläche absinkt und sich die Tauwasserbildung beschleunigt, was zu einem selbstverstärkenden Effekt führt. Auch eine stärkere Auffeuchtung der Dämmschicht muss nicht in jedem Fall zu Bauschäden führen. Gerade kapillarleitende Baustoffe bieten in der Regel eine ausreichend große Sicherheit gegenüber der Bildung von Schimmel. Jedoch steigen aufgrund des erhöhten Wärmedurchgangs die Heizkosten.
Es lässt sich rechnerisch abschätzen, ob die im Winterhalbjahr aufgenommene Feuchtigkeit über den Sommer vollständig abtrocknen kann. Neben dem stark vereinfachenden Glaser-Verfahren stehen inzwischen besser geeignete Software-Programme wie WUFI und Delphin (Software) zur Verfügung. Das Programm COND wird vom Institut für Bauklimatik der TU Dresden speziell zur hygrothermischen Beurteilung und zum Feuchteschutznachweis für Innendämmsysteme mit Kondensatanfall angeboten.
Die Abführung und Verdunstung des entstehenden Kondensats an der Außenseite der Außenwand kann nicht in jedem Sonderfall sichergestellt werden, so zum Beispiel bei häufigem Feuchteeintrag durch Schlagregen in exponierten Lagen.
Es ist daher wichtig sicherzustellen, dass der Kapillartransport zur Innenseite der Wand nicht unterbrochen wird.
Da jede Luftschicht und jeder Lufteinschluss den Kapillartransport verhindert, sollte der Dämmstoff mit mineralischem Mörtel verklebt oder durch Verdübelung auf die Außenwand gepresst werden. Gleiches gilt für eine gegebenenfalls vorgesehene Wandbeplankung. Sofern keine Dampfbremsbahn installiert wird, ist im Allgemeinen einem Wandverputz der Vorzug vor einer Beplankung zu geben.
Es sind auch Dampfbremsbahnen erhältlich, die zur kapillaren Ableitung der Feuchtigkeit fähig sind, sofern ein inniger Kontakt zu den angrenzenden Baustoffen hergestellt werden kann (zum Beispiel durch Verschraubung und Pressung oder durch mineralischen Klebemörtel mit geringem Kunstharzanteil). Diese Variante bietet sich an, wenn eine Innendämmung in Räumen mit einer durchweg hohen Luftfeuchtigkeit angebracht werden soll, wie zum Beispiel in schlecht belüfteten oder gewerblichen Küchen und Bädern, sowie in ungeheizten Räumen, in welche feuchtwarme Luft eintreten kann.
Wenn diffusionsoffene Beplankungsmaterialien wie Lehmplatten verwendet werden, so kann ein vollflächig aufgebrachter mineralischer Spachtel beziehungsweise ein Klebe- und Armierungsmörtel mit Kunstharzanteil die Funktion der Dampfbremse übernehmen. Soll die Wandinnenfläche verputzt werden, so kann der Wandputz selber oder eine zusätzlich aufgebrachte Schlämme die Dampfbremse bilden. Durch eine Anpassung des Kunstharzanteils lässt sich der Diffusionswiderstand variieren. Hersteller von Werktrockenmörtel geben in der Regel den Wasserdampfdiffusionswiderstand (µ-Wert) oder Sd-Wert meist im Datenblatt an.
Wenigstens ein Hersteller von Holzfaserdämmplatten integriert eine mineralische Schicht mit dampfbremsender Funktion in den Aufbau der Innendämmplatten, die den Kapillartransport wenig behindert, aber die Tauwasserbildung reduziert.
Die Sicherheit einer Wandkonstruktion mit innenseitiger Dämmung gegenüber Durchfeuchtung hängt in jedem Fall besonders von der Fähigkeit der bestehenden Außenwand ab, Kondenswasser aus dem Inneren der Wand kapillar an die Wandoberfläche abzuleiten, wo sie verdunsten kann. Eine mit keramischen Platten oder dichtem Naturstein verkleidete Außenwand ist für eine Innenwanddämmung weniger geeignet. Fassadenbekleidungen mit geringer Kapillarität sollten immer mit einer Hinterlüftung installiert werden. Auch kunstharzhaltige Fassadenanstriche können als Dampfbremse wirken. Bei einem Neuanstrich sollte auf einen möglichst niedrigen Wasserdampfdiffusionswiderstand geachtet werden.

## Ausführung
Insbesondere bei der Installation einer Innendämmung ohne innere Dampfbremse (oder wenn die Gefahr besteht, dass die installierte Dampfbremse bei späteren Arbeiten perforiert wird) ist darauf zu achten, den Dämmstoff ohne größere Hohlräume in den Wandaufbau zu integrieren.
Eine Gefahr geht vor allem von größeren Hohlräumen aus, in welchen sich eine Luftzirkulation ausbildet, durch die kontinuierlich Wasserdampf vom wärmeren und feuchteren inneren Schichten zur kälteren Außenwand transportiert wird und dort kondensiert. Die größten Schäden treten auf, wenn die Hohlräume eine Verbindung zum Innenraum haben, so dass im Winter beständig feuchte Innenraumluft nachströmt.
Auch um den kapillaren Transport der im Dämmstoff kondensierenden Feuchtigkeit nicht zu unterbrechen, sollten Luftschichten zwischen Dämmstoff und Außenwand oder innerhalb der Außenwand vermieden werden.
Um Dämmplatten auf eine unebene Wandoberfläche aufzubringen, kann:
- zunächst einen Ausgleichsputz aufgetragen werden oder
- ein weicher Dämmstoff durch Verdübelung an die Wandoberfläche angepresst werden.[9]

Leichte Unebenheiten lassen sich auch bereits durch den üblicherweise empfohlenen Klebemörtel ausgleichen. Wenn dieser etwa mit einem Zahnspachtel sowohl auf die Wand wie auf die Dämmplatten aufgetragen wird, so lässt sich durch ein leichtes Einschieben der Dämmplatten an die vorgesehene Position sowie ein Anklopfen der Platten erreichen, dass der Klebemörtel die Unebenheiten gleichmäßig ausfüllt.
Wärmebrücken sollten vermieden werden:
- An Fenster- und Türlaibungen von Bestandsgebäuden wird häufig eine geringere Dämmdicke gewählt, um den Lichteinfall nicht einzuschränken. Es kann sinnvoll sein, den Putz in den Laibungen abzuschlagen, um die Dämmstärke erhöhen zu können. An der raumseitigen Kante der Laibung kann der Dämmstoff angeschrägt werden. Am Fensterrahmen sollte die Dämmstärke jedoch so groß wie möglich ausfallen.[10]
- Im Gegensatz zu Innenecken findet an Außenecken aufgrund des Flächenverhältnisses von Innen- zu Außenwand ein stärkerer Wärmeabfluss statt. Zum Ausgleich können an Außenecken Dämmkeile verwendet werden.
- Dosen der Elektroinstallation sollten nicht mit Gips, sondern mit Dämmputz eingesetzt oder mit Klammern befestigt werden. Dahinter verbleibende Hohlräume sind mit Dämmstoff auszustopfen.
- Bei unmittelbar mit der Außenwand verbundenen massiven Innenwänden sollte eine zusätzliche Flankendämmung in den zur Außenwand hin gelegenen Raumecken vorgesehen werden. Eine Dämmdicke von 20 bis 40 mm auf einem 20 bis 50 cm Streifen genügt zumeist, um eine Tauwasserbildung auszuschließen. Durch die Verwendung von Dämmkeilen lassen sich Absätze innerhalb der Wand- und Deckenflächen vermeiden.[11][12]
- Die Wärmebrückenwirkung von Holzbalkendecken und Fachwerkwänden ist gering, so dass hier im Allgemeinen keine besonderen Maßnahmen notwendig sind. In Räumen mit sehr hohem Feuchtigkeitsanfall ist es sinnvoll, die Holzbalkendecke nahe der Außenwand zu öffnen, um die Innendämmung auch in der Deckenebene ausführen zu können.[13][14] Die Teile der Holzbalken, die in unmittelbarer Nähe zu den Außenwänden liegen, können ringsum mit Lehm verstrichen werden, damit dieser gegebenenfalls im oder am Holz kondensierende Feuchtigkeit an die umgebenden Baustoffe abführt.

### Befestigung von Gegenständen
Leichte Gegenstände wie Bilder und Badezimmerschränke können durch das Einschrauben von Span- oder Trockenbauschrauben mit möglichst grobem Gewinde (ohne Vorbohren) befestigt werden. Zur Verteilung von größeren Lasten kann zunächst ein Lochblech oder ein Lochband mit mehreren Schrauben befestigt werden, an dem sich die eigentlich lasttragende Schraube abstützt.
Je nach Dämmstoff können auch Nägel eingeschlagen werden. Faserhaltige Dämmstoffe wie Holzfaserplatten setzen dem Einschlagen von Nägeln oft Widerstand entgegen, so dass sich das Vorbohren (mit kleinerem Durchmesser) oder die Verwendung von feinen Drahtstiften (Leistenstiften) empfiehlt.
Für größere Traglasten eignen sich auch spezielle Dämmstoffdübel. Verschiedene Dübel, die eigentlich zum Einsatz in Porenbeton und Gipsbaustoffen vorgesehen sind, können auch in Dämmstoffen verwendet werden.
Zum Tragen sehr großer Lasten müssen die Dübel im Untergrund verankert werden. Zur Verteilung der auftretenden Druckspannung kann zunächst ein Blech oder ein Holzbrett auf der Wandoberfläche aufgelegt oder horizontal unter der Schraube in die Dämmung eingelassen werden, so dass der Schraubenschaft sich darauf abstützen kann. Erhältlich sind auch Quader aus druckfesten Dämmstoffen, die in Aussparungen im Dämmstoff eingelassen werden. Alternativ können Holz-Quader verwendet werden.

## Materialien

### Dämmstoffe
Dämmstoffe, die diffusionsoffen, aber nicht zur kapillaren Wasserableitung fähig sind (etwa Mineralwolle) müssen durch eine sorgfältig angebrachte innenseitige Dampfbremse zuverlässig vor dem Eintritt von Luftfeuchtigkeit geschützt werden. Beschränkt man die Dämmdicke auf etwa 35 mm, so kann es ausreichen, den Dämmstoff mit einer dampfbremsenden Armierungs- beziehungsweise Putzschicht zu versehen, um die winterliche Auffeuchtung in einem verträglichen Rahmen zu halten.
Folgende Dämmstoffe werden für die Innenwanddämmung angeboten und besitzen in der Regel eine ausreichende Fähigkeit zum kapillaren Feuchtetransport, um trotz Belastung der Wand durch Kondenswasser von innen und Schlagregen von außen auch ohne Dampfbremse keine Feuchteansammlungen befürchten zu müssen. Grundsätzlich sollten die Herstellerangaben zum zulässigen Wandaufbau und zum Einbau des Dämmstoffs beachtet werden.

#### Platten
- Holzfaserdämmplatten, Hanffaserdämmplatten, sonstige Dämmplatten aus pflanzlichen Fasern
- Leichtlehmbauplatten mit Blähton, Perlite, Vermiculit oder ähnlichen Zuschlägen. Stattdessen können Leichtlehmmischungen auch direkt auf die Wand aufgebracht werden.
- Calciumsilikat-Platten
- Mineraldämmplatten/Mineralschaumdämmplatten
- mineralische Dämmplatten, z. T. mit Perlit o. ä. als Zuschlag
- spezielle Polystyrolplatten mit Ausstanzungen, die mit mineralischen Dämmstoffen ausgefüllt sind

Dämmplatten aus Stroh, Seegras, Schilfrohr oder Rohrkolben sind nur geeignet, wenn sie stark gepresst oder vor der Verarbeitung zerfasert wurden, da die kapillare Leitfähigkeit insbesondere quer zu den intakten Halmen gering ist.
Kalk- und zementhaltige Dämmplatten besitzen im Allgemeinen einen erhöhten pH-Wert, durch den sich ein zusätzlicher Schutz vor der Bildung von Schimmel ergeben kann. Bei fachgerechter Ausführung verhindert grundsätzlich jede Innendämmung die Entstehung von Schimmel, so dass dies nur in Ausnahmefällen ein entscheidendes Kriterium sein sollte. So zum Beispiel in Räumen mit extrem hoher Luftfeuchtigkeit, bei aufsteigender Feuchte oder in Tür- und Fensterlaibungen mit deutlich reduzierter Dämmdicke, wo eine häufige Kondensatbildung zu befürchten ist.

#### Fasern, Flocken und Schüttungen
Schüttbares Dämmmaterial wird zum Auffüllen von vorgesetzten Hohlwänden verwendet. Die meisten losen Materialien können auch mit einem Bindemittel wie Lehm oder Kalk zu einem Dämmputz angemischt und in beträchtlichen Schichtdicken angeworfen oder aufgezogen werden. Ein mit Abstand von der Wandoberfläche befestigter Putzträger kann noch größere Auftragsstärken ermöglichen. Insbesondere Zelluloseflocken können bis zu einer gewissen Schichtdicke auch ohne Bindemittel als feuchte Mischung angeworfen oder angespritzt werden und bilden nach dem Abtrocknen eine ausreichend fest haftende und selbsttragende Schicht, ähnlich Pappmaché.
- Holzfaser- und Zelluloseflocken
- Ceralith aus Roggen
- Blähton, Perlite oder Vermiculit – werden diese mit Bindemittelanteil (zum Beispiel Lehm- oder Kalkmörtel) eingebracht, um Verarbeitbarkeit und Stabilität zu verbessern oder die Kontaktfläche zwischen den einzelnen Körnern zu erhöhen, verbessert sich die Fähigkeit zum Kapillartransport und der Wärmedämmwert verringert sich.

#### Flexible Dämmstoffe
Flexible Dämmstoffe, die einer Unterstützung durch Streckmetall- oder Hohlwandkonstruktionen bedürfen:
- Dämmbahnen aus Holzfaser, Hanffaser, Flachsfaser, Kokosfaser, Baumwolle oder Schafwolle
- Zellulosefaserdämmmatten

### Dampfbremsen
- Folien sind meist nicht in der Lage, planmäßig oder unplanmäßig im Wandaufbau anfallende Feuchtigkeit weiterzuleiten.
- Pappen oder Papiere sind zum Kapillartransport in der Lage, wenn der Kunstharzanteil nicht zu hoch ist.
- Nicht zum Kapillartransport fähige Dampfbremsen mit variablem Dampfdiffusionbeiwert können in flüssiger Form vorliegendes Wasser in begrenztem Maß zur Raumseite hin verdunsten lassen
- Holzwerkstoffplatten sowie Schlämmen, Kleb- und Armierungsmörtel, Putze und Anstriche können als Dampfbremsen dienen, da ihre Diffusionsfähigkeit überwiegend vom Kunstharzanteil abhängt. Die Fähigkeit dieser Materialien zum Kapillartransport reduziert sich meist bei steigendem µ-Wert. Ab einem gewissen Kunstharzanteil wird der Feuchtetransport im Allgemeinen ganz unterbunden.

### Beplankung
- Unbeschichtete Gipskarton- und Lehmbauplatten sind uneingeschränkt zum Kapillartransport fähig.
- Bei HWL- und zementgebundenen Trockenbauplatten ist der Kapillartransport durch zu große Hohlräume beziehungsweise durch die dichte Struktur des Zements deutlich eingeschränkt.
- Durch einen hohen Kunstharzanteil von OSB-Platten ist der Kapillartransport gegenüber unbeschichteten Massivholzelementen deutlich eingeschränkt. Bei Sperrholzplatten hängt die kapillare Leitfähigkeit von der Art der Verleimung ab. Trotz des hohen Kunstharzanteils lassen manche Spanplatten den Kapillartransport zu, da in der ungeordneten Spanstruktur weniger flächige Sperrschichten als bei OSB-Platten vorliegen.

Im Zweifel kann die Kapillarität durch Besprenkeln des Baustoffs mit Wassertropfen getestet werden. Wenn die Feuchtigkeit zunächst sichtbar ins Material einzieht und sich innerhalb von wenigen Stunden so im Material verteilt, dass keine Feuchtigkeitsansammlungen mehr erkennbar sind, sollte ein ausreichender Kapillartransport möglich sein. Wenn die Feuchtigkeit erst nach langer Zeit oder gar nicht einzieht, so kann dies an einer hydrophoben bzw. hydrophobierten Oberfläche liegen. Der Versuch kann dann nach dem Entfernen der obersten Schicht wiederholt werden. Zieht die Feuchtigkeit auch dann nicht ein, ist die zum Kapillartransport notwendige Porosität offenbar nicht gegeben. Zieht die Feuchtigkeit ein, verteilt sich jedoch nicht, dann liegt es nahe, dass die enthaltenen Poren zu groß sind oder die innere Materialstruktur den Feuchtigkeitstransport aus anderen Gründen nicht erlaubt.